# Hybos brachystigma
Hybos brachystigma är en tvåvingeart som beskrevs av Mario Bezzi 1904. Hybos brachystigma ingår i släktet Hybos och familjen puckeldansflugor. Inga underarter finns listade i Catalogue of Life.